# Rum 213
Rum 213 är en svensk dramafilm baserad på den prisbelönta boken med samma namn av författaren Ingelin Angerborn. Filmen hade premiär den 24 februari 2017 och visades första gången på SVT den 21 maj 2018.

## Handling
Elvira åker vid tolv års ålder (sommarlovet före årskurs sex i grundskolan), trots en viss oro på kollo. När boenderummen fördelas så får hon först två jämnåriga rumskamrater (Meja och Bea), sedan tilldelas flickorna rum nr. 213 som inte varit i bruk på många år på grund av att det varit "hemsökt".